# 아이란

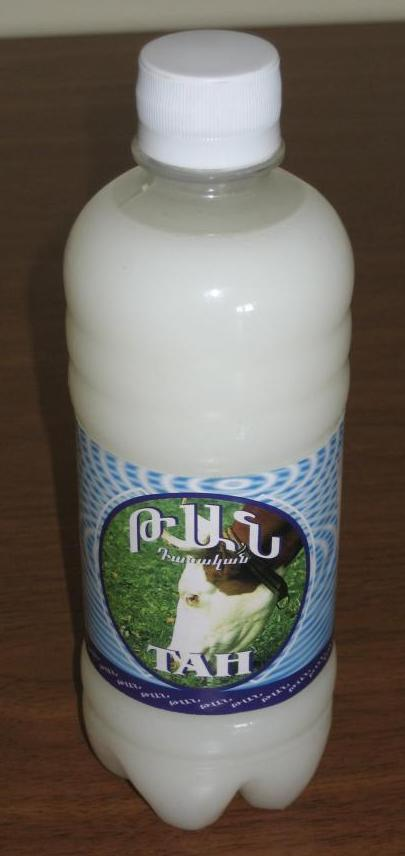
탄산이 든 두그의 일종

아이란(튀르키예어·아제르바이잔어: ayran, 카자흐어·키르기스어·바시키르어: айран, 우즈베크어: ayron 아이론, 타지크어: айрон 아이론, 타타르어: äyrän 애이랜, 불가리아어: айрян 아이랸) 또는 두그(페르시아어: دوغ, 타지크어: дӯғ, 다리어: دوغ 도그, 자자어: do 도, 소라니 쿠르드어: دۆ 도, 쿠르드어: dew 데우)는 발효유 기반의 향긋한 음료이다. 소금이 곁들여진 차가운 발효유음료로, 터키, 아르메니아, 아제르바이잔, 이란, 발칸반도, 카자흐스탄, 키르기스스탄, 레바논, 시리아, 키프로스, 캅카스 지역에서도 찾아볼 수 있다. 물과 요구르트가 주 재료로 들어가며 보관할 때는 냉장고에 보관되어 서빙 온도 또한 차갑다. 여름 동안에는 그릴에 구운 고기나 밥과 같이 제공되기도 한다. 탄산이 들어가는 두그도 찾아볼 수 있으며 박하가 곁들여지기도 한다. 달러(알바니아어: dhallë), 슐롬바(파슈토어: شړومبه), 시니나(아랍어: شنينة), 체깔메(쿠르드어: çeqalme), 탄(아르메니아어: թան) 등으로도 불린다.

## 역사
아이란의 한 종류는 중앙아시아에서 개발되었고 역사적으로 튀르크 부족들에 의해 소비되었다. 네빈 할르즈에 따르면, 아이란은 중앙아시아의 튀르크족들에 의해 소비되었다고 한다.서기 1000년경의 튀르크 사전인 디완 울루가트 알투르크는 아이란을 "우유로 만든 음료"로 정의한다.
비슷한 음료들이 다른 곳에도 존재한다. 예를 들어 두그는 고대 페르시아 지역(현 이란)에서 자주 소비되었다. 1886년의 문헌에서는 응고된 우유와 박하가 곁들여진 물로 만들어지는 음료로 묘사된다. 또한 두그라는 이름은 ‘두시단’(Dooshidan)이라는 단어에서 유래되었다. 이 단어는 "우유 짜기"라는 뜻을 가진 페르시아어 단어이다. 2009년에는 두그가 "민트가 들어간 요구르트"라고 언급되기도 하였다.

## 같이 보기
- 라시
- 요구르트
- 우락유
- 자즈크
- 차스
- 케피르
- 튀르키예 요리
- 발효 식품 목록
- 유제품 목록